# Saint-Prim
Saint-Prim település Franciaországban, Isère megyében. Lakosainak száma 1454 fő (2022. január 1.). Saint-Prim Auberives-sur-Varèze, Chonas-l’Amballan, Clonas-sur-Varèze, Les Côtes-d’Arey, Reventin-Vaugris, Saint-Clair-du-Rhône és Condrieu községekkel határos.

## Népesség
A település népessége az elmúlt években az alábbi módon változott:
| Lakosok száma | 409  | 599  | 733  | 993  | 1279 | 1335 | 1372 | 1407 | 1406 | 1454 |
|               | 1968 | 1982 | 1990 | 2006 | 2013 | 2015 | 2017 | 2019 | 2020 | 2022 |